# Verticimonosporium ellipticum
Verticimonosporium ellipticum är en svampart som beskrevs av Matsush. 1975. Verticimonosporium ellipticum ingår i släktet Verticimonosporium, divisionen sporsäcksvampar och riket svampar.   Inga underarter finns listade i Catalogue of Life.